# M 19 (Ukraine)
Die M 19 ist eine Fernstraße von „internationaler Bedeutung“ in der Ukraine. Sie verläuft von der belarussischen Grenze südöstlich bei Brest über Luzk, Ternopil und Czernowitz bis zur rumänischen Grenze. Die Fortsetzung auf belarussischem Staatsgebiet ist die M 12, die bei Kobryn auf die M 1 (Strecke Warschau–Minsk–Moskau) trifft. Auf rumänischem Gebiet wird sie zum Drum național 2, der größtenteils parallel zum Fluss Sereth weiter bis nach Bukarest führt.

## Geschichte
Die Strecke südlich von Tarnopol gehörte bis 1918 zum österreichischen Kronland Galizien und wurde seit ihrem Ausbau in den 1880er Jahren als Podolier Reichsstraße bezeichnet. 1885–1886 entstand die Brücke über den Seret bei Tschortkiw und 1885–1890 die Brücke über den Dnjestr bei Salischtschyky. Dieses Gebiet war im Ersten Weltkrieg von russischen Truppen besetzt.
Die Straße zwischen Tarnopol und der damaligen polnisch-rumänischen Grenze lag zwischen 1920 und 1939 auf dem Territorium der Zweiten Polnischen Republik und wurde durch das polnische Straßengesetz vom 10. Dezember 1920 zur Staatsstraße (droga państwowa) erklärt.
Die befestigte Straße zwischen Brest und Luzk und die damals überwiegend unbefestigte Straße zwischen Luzk und Tarnopol gehörten zwischen 1921 und 1939 ebenfalls zum Territorium der Zweiten Polnischen Republik und wurden durch das polnische Straßengesetz vom 23. Juni 1921 ebenfalls zu Staatsstraßen erklärt.
Vor 1991 war die M 19 nördlich von Czernowitz Teil der M 14, südlich davon der A 269 im sowjetischen Fernstraßennetz. Noch heute gehört sie zur Strecke der Europastraße 85.

## Verlauf
| Ratne             |
| Stara Wyschiwka   |
| Kowel             |
| Holoby            |
| Roschyschtsche    |
| Luzk              |
| Mlyniw            |
| Dubno             |
| Kremenez          |
| Wyschniwez        |
| Sbarasch          |
| Ternopil          |
| Terebowlja        |
| Kopytschynzi      |
| Tschortkiw        |
| Towste            |
| Salischtschyky    |
| Kizman            |
| Czernowitz        |
| rumänische Grenze |